# 蘭丸 (声優)
蘭丸（らんまる）は日本の男性声優。主にアダルトゲームに出演している。

## 出演作品

### ゲーム

#### 2009年
- 巨乳ファンタジー（ザント卿）
- クロウカシス 七憑キノ贄（六曜 勇）
- 出撃!! 乙女たちの戦場〜闇を切り裂く、にび色の徹甲弾〜（アレクサンドル・バグラチオン、土方 歳雪、吉良 雪風、石井 直也、木葉 楓）[1]
- 白光のヴァルーシア〜What a beautiful hopes〜（ヤザタ　．ダルワの星、ビモモ＝ス）
- ひだまりバスケット
- フェイクアズール・アーコロジー（日高 衛）
- 乱れて交わる俺と姫（ツルギ）
- ももいろガーディアン

#### 2010年
- 暁の護衛 〜罪深き終末論〜（岩谷 貴充）
- あかときっ!-夢こそまされ恋の魔砲-（ジィフェンダー）
- 巨乳魔女（小判鮫男）
- ココロの住処（斎宮寺 火音）
- 紫影のソナーニル -What a beautiful memories-（ジャガーマン）
- しゃーまんず・さんくちゅあり -巫女の聖域-
- 主に交われば朱くなる（五十嵐 カズマ、五十嵐 創玄、岩国 大吾）
- 空を仰ぎて雲たかく（ダナン、フラックス）
- 超限勇希 ムゲンフィニティ（葉賀音 鉄幹）
- 裸の王様（吉村）
- はぴ☆さま! 〜宮乃森村へようこそ!〜（星野 哲男）
- はるかぜどりに、とまりぎを。 2nd Story 〜月の扉と海の欠片〜
- もっと 姉、ちゃんとしようよっ!（富士見 流動）
- よう∽ガク 〜妖学園の未来は会長次第!?〜（ぬらり教頭、青田）
- ルーンロオド（ドリストラム艦長）

#### 2011年
- あかときっ!!-花と舞わせよ恋の衣装-（ジィフェンダー）
- 巨乳ファンタジー外伝（ザント卿）
- 三極姫 〜乱世、天下三分の計〜（孫堅 文台、程普 徳謀）
- 雀極姫（ガブリエル）
- 戦極姫3〜天下を切り裂く光と影〜（長船 貞親[2]、柳生 宗厳[3]）
- 蒼穹のソレイユ 〜FULLMETALL EYES〜
- 大帝国
- フローライトメモリーズ〜いつかきっと、約束の場所で〜（倉本 信之助[4]）
- もっと 姉、ちゃんとしようよっ! アフターストーリー（富士見 流動）
- LEGEND SEVEN 〜白雪姫と7人の英雄〜（相模 清隆丸）[5]
- テンタクルロード-我が手に堕ちよ勇壮なる乙女-（サイラス・リンダル）[6]